# Vektor SS-77
Vektor SS-77 je južnoafrička strojnica opće namjene koju je dizajnirao i proizveo Denel Land Systems (bivši Lyttleton Engineering Works - LIW).

## Povijest
Krajem 1970-ih Južnoafričku Republiku su obilježile kontroverze kao apartheid, pogranični rat s Angolom te sudjelovanje u tamošnjem građanskom ratu. Budući da je zemlja bila pod međunarodnim embargom za uvoz i prodaju oružja, Južna Afrika je bila primorana da sama dizajnira i proizvede vlastito oružje. Tako je razvijen Vektor SS-77 kao zamjena za FN MAG. Mitraljez je 1977. godine dizajnirao Richard Joseph Smith Soregi zbog čega je oružje dobilo naziv SS-77 (Smith Soregi - 1977. godina).

## Inačice
- SS-77: prvotni model (streljivo kalibra 7.62×51mm NATO).
- Mini SS: početkom 1990-ih je razvijena inačica Mini SS koja koristi streljivo kalibra 5.56×45mm NATO. Proizvođač Denel Land Systems je razvio opremu kojom se postojeći SS-77 može konvertirati u Mini SS. Promjene uključuju smanjenje težine s 9,6 na 8,26 kg, preklopni dvonožac te fiksni kundak.[2]
- Mini-SS Compact: kompaktna i manja inačica SS-77.

## Korisnici
- JAR: južnoafričke nacionalne obrambene snage.[3]
- Filipini: specijalne snage filipinske policije.
- Kolumbija[4]
- Kuvajt[5]
- Rumunjska: 215 SS-77 MK1 je dostavljeno 2009.[6]

## Vanjske poveznice
- Modern Firearms  Arhivirana inačica izvorne stranice od 18. veljače 2009. (Wayback Machine)